# Coupe du monde de VTT 2010
Navigation
2009 2011
La Coupe du monde de VTT 2010 est la 20e édition de la Coupe du monde de VTT. Cette édition comprend trois disciplines : cross country, descente et 4-cross. Chacune est composée de 6 manches.
La compétition s'est déroulée du 25 avril 2010 au 29 août 2010.

## Cross-country

### Hommes élites
| #  | Date       | Lieu         | Vainqueur            | Deuxième         | Troisième        | Leader du général    |
| -- | ---------- | ------------ | -------------------- | ---------------- | ---------------- | -------------------- |
| 1. | 25 avril   | Dalby Forest | Nino Schurter        | Julien Absalon   | Burry Stander    | Nino Schurter        |
| 1. | 25 avril   | Dalby Forest | 1 h 54 min 52 s      | + 1 s            | + 14 s           | Nino Schurter        |
| 2. | 2 mai      | Houffalize   | José Antonio Hermida | Manuel Fumic     | Wolfram Kurschat | José Antonio Hermida |
| 2. | 2 mai      | Houffalize   | 1 h 44 min 19 s      | + 57 s           | + 1 min 25 s     | José Antonio Hermida |
| 3. | 23 mai     | Offenbourg,  | Julien Absalon       | Nino Schurter    | Jaroslav Kulhavý | Julien Absalon       |
| 3. | 23 mai     | Offenbourg,  | 1 h 53 min 36 s      | + 49 s           | + 1 min 08 s     | Julien Absalon       |
| 4. | 25 juillet | Champéry,    | Florian Vogel        | Jaroslav Kulhavý | Nino Schurter    | Julien Absalon       |
| 4. | 25 juillet | Champéry,    | 1 h 44 min 08 s      | + 11 s           | + 35 s           | Julien Absalon       |
| 5. | 31 juillet | Val di Sole  | Nino Schurter        | Julien Absalon   | Florian Vogel    | Nino Schurter        |
| 5. | 31 juillet | Val di Sole  | 1 h 44 min 09 s      | + 4 s            | + 20 s           | Nino Schurter        |
| 6. | 28 août    | Windham,     | Jaroslav Kulhavý     | Nino Schurter    | Florian Vogel    | Nino Schurter        |
| 6. | 28 août    | Windham,     | 1 h 39 min 28 s      | + 14 s           | + 15 s           | Nino Schurter        |

| Pos | Cycliste             | Pts  |
| --- | -------------------- | ---- |
| 1.  | Nino Schurter        | 1136 |
| 2.  | Julien Absalon       | 1040 |
| 3.  | Jaroslav Kulhavý     | 1040 |
| 4.  | Florian Vogel        | 795  |
| 5.  | José Antonio Hermida | 795  |
| 6.  | Mathias Flückiger    | 710  |
| 7.  | Christoph Sauser     | 590  |
| 8.  | Manuel Fumic         | 570  |
| 9.  | Burry Stander        | 567  |
| 10. | Rubén Ruzafa         | 494  |

### Hommes juniors
| #  | Lieu         | Date       | Vainqueur               | Deuxième           | Troisième       |
| -- | ------------ | ---------- | ----------------------- | ------------------ | --------------- |
| 1. | Dalby Forest | 25 avril   | Michiel van der Heijden | Jens Schuermans    | Steven James    |
| 2. | Houffalize   | 2 mai      | Michiel van der Heijden | Jordan Sarrou      | Jens Schuermans |
| 3. | Offenbourg   | 23 mai     | Michiel van der Heijden | Roger Walder       | Julien Trarieux |
| 4. | Champéry     | 25 juillet | Julian Schelb           | Jeff Luyten        | Julien Trarieux |
| 5. | Val di Sole  | 1er août   | Jens Schuermans         | Maximilian Vieider | Jeff Luyten     |
| 6. | Windham      | 29 août    | Jonas Pedersen          | Seth Kemp          | Brad Hudson     |

### Femmes élites
| #  | Lieu         | Date       | Vainqueur           | Deuxième             | Troisième        | Leader du général |
| -- | ------------ | ---------- | ------------------- | -------------------- | ---------------- | ----------------- |
| 1. | Dalby Forest | 25 avril   | Irina Kalentieva    | Willow Koerber       | Kateřina Nash    | Irina Kalentieva  |
| 2. | Houffalize   | 2 mai      | Eva Lechner         | Willow Koerber       | Elisabeth Osl    | Willow Koerber    |
| 3. | Offenbourg   | 23 mai     | Catharine Pendrel   | Georgia Gould        | Esther Süss      | Catharine Pendrel |
| 4. | Champéry     | 25 juillet | Nathalie Schneitter | Eva Lechner          | Willow Koerber   | Eva Lechner       |
| 5. | Val di Sole  | 1er août   | Maja Włoszczowska   | Catharine Pendrel    | Irina Kalentieva | Catharine Pendrel |
| 6. | Windham      | 29 août    | Catharine Pendrel   | Marie-Hélène Prémont | Georgia Gould    | Catharine Pendrel |

| Pos | Coureuse             | Pays       | Équipe                     | Pts  |
| --- | -------------------- | ---------- | -------------------------- | ---- |
| 1   | Catharine Pendrel    | Canada     | Luna Pro Team              | 1044 |
| 2   | Willow Koerber       | États-Unis | Subaru-Gary Fisher         | 865  |
| 3   | Eva Lechner          | Italie     | Colnago Arreghini Sudtirol | 810  |
| 4   | Georgia Gould        | États-Unis | Luna Pro Team              | 798  |
| 5   | Esther Süss          | Suisse     |                            | 744  |
| 6   | Elisabeth Osl        | Autriche   | Central Pro Team           | 688  |
| 7   | Irina Kalentieva     | Russie     | Topeak Ergon Racing Team   | 678  |
| 8   | Marie-Hélène Prémont | Canada     | Team Maxxis-Rocky Mountain | 650  |
| 9   | Nathalie Schneitter  | Suisse     | Colnago Arreghini Sudtirol | 643  |
| 10  | Katrin Leumann       | Suisse     |                            | 624  |

### Femmes juniors
| #  | Lieu         | Date       | Vainqueur              | Deuxième               | Troisième           |
| -- | ------------ | ---------- | ---------------------- | ---------------------- | ------------------- |
| 1. | Dalby Forest | 25 avril   | Lisa Mitterbauer       | Julie Berteaux         | Laura Munizaga      |
| 2. | Houffalize   | 2 mai      | Johanna Techt          | Pauline Ferrand-Prévot | Helen Grobert       |
| 3. | Offenbourg   | 23 mai     | Pauline Ferrand-Prévot | Johanna Techt          | Helen Grobert       |
| 4. | Champéry     | 25 juillet | Jolanda Neff           | Helen Grobert          | Vania Schumacher    |
| 5. | Val di Sole  | 1er août   | Jolanda Neff           | Yana Belomoyna         | Karolina Kalasova   |
| 6. | Windham      | 29 août    | Yue Bai                | Aliciarose Pastore     | Florencia Espineira |

## Descente

### Hommes
| #  | Lieu         | Date       | Vainqueur     | Deuxième     | Troisième          | Leader du général |
| -- | ------------ | ---------- | ------------- | ------------ | ------------------ | ----------------- |
| 1. | Maribor      | 16 mai     | Greg Minnaar  | Gee Atherton | Brendan Fairclough | Greg Minnaar      |
| 2. | Fort William | 6 juin     | Gee Atherton  | Cameron Cole | Greg Minnaar       | Greg Minnaar      |
| 3. | Leogang      | 20 juin    | Greg Minnaar  | Gee Atherton | Aaron Gwin         | Greg Minnaar      |
| 4. | Champéry     | 24 juillet | Gee Atherton  | Greg Minnaar | Brendan Fairclough | Gee Atherton      |
| 5. | Val di Sole  | 1er août   | Marc Beaumont | Greg Minnaar | Gee Atherton       | Gee Atherton      |
| 6. | Windham      | 29 août    | Gee Atherton  | Greg Minnaar | Samuel Blenkinsop  | Gee Atherton      |

| Pos | Coureur            | Pays             | Équipe                          | Pts  |
| --- | ------------------ | ---------------- | ------------------------------- | ---- |
| 1   | Gee Atherton       | Royaume-Uni      | Commencal                       | 1229 |
| 2   | Greg Minnaar       | Afrique du Sud   | Santa Cruz Syndicate            | 1185 |
| 3   | Samuel Blenkinsop  | Nouvelle-Zélande | Lapierre International          | 864  |
| 4   | Aaron Gwin         | États-Unis       | Yeti Fox Shox Factory Race Team | 757  |
| 5   | Marc Beaumont      | Royaume-Uni      | GT Bicycles                     | 633  |
| 6   | Brendan Fairclough | Royaume-Uni      | Monster Energy                  | 606  |
| 7   | Steve Peat         | Royaume-Uni      | Santa Cruz Syndicate            | 491  |
| 8   | Danny Hart         | Royaume-Uni      | Giant Factory Team              | 482  |
| 9   | Fabien Pedemanaud  | France           | Scott 11                        | 480  |
| 10  | Steve Smith        | Canada           | MS Evil Racing                  | 478  |

### Femmes
| #  | Lieu         | Date       | Vainqueur       | Deuxième        | Troisième      | Leader du général |
| -- | ------------ | ---------- | --------------- | --------------- | -------------- | ----------------- |
| 1. | Maribor      | 16 mai     | Rachel Atherton | Sabrina Jonnier | Floriane Pugin | Rachel Atherton   |
| 2. | Fort William | 6 juin     | Sabrina Jonnier | Rachel Atherton | Floriane Pugin | Sabrina Jonnier   |
| 3. | Leogang      | 20 juin    | Sabrina Jonnier | Emmeline Ragot  | Floriane Pugin | Sabrina Jonnier   |
| 4. | Champéry     | 24 juillet | Emmeline Ragot  | Sabrina Jonnier | Myriam Nicole  | Sabrina Jonnier   |
| 5. | Val di Sole  | 1er août   | Emmeline Ragot  | Sabrina Jonnier | Tracy Moseley  | Sabrina Jonnier   |
| 6. | Windham      | 29 août    | Rachel Atherton | Tracy Moseley   | Emmeline Ragot | Sabrina Jonnier   |

| Pos | Coureuse        | Pays        | Équipe                        | Pts  |
| --- | --------------- | ----------- | ----------------------------- | ---- |
| 1   | Sabrina Jonnier | France      | Team Maxxis-Rocky Mountain    | 1130 |
| 2   | Emmeline Ragot  | France      | Suspension Center             | 1045 |
| 3   | Tracy Moseley   | Royaume-Uni | Trek World Racing             | 909  |
| 4   | Floriane Pugin  | France      | Scott 11                      | 906  |
| 5   | Myriam Nicole   | France      | Commencal Superiders          | 810  |
| 6   | Rachel Atherton | Royaume-Uni | Commencal                     | 685  |
| 7   | Claire Buchar   | Canada      | Chain Reaction Cycles/Intense | 556  |
| 8   | Mio Suemasa     | Japon       |                               | 536  |
| 9   | Céline Gros     | France      | Morzine-Avoriaz/Haute-Savoie  | 469  |
| 10  | Petra Bernhard  | Autriche    | RC Alpine Commencal Austria   | 411  |

## 4-cross

### Hommes
| #  | Lieu         | Date     | Vainqueur          | Deuxième      | Troisième     | Leader du général |
| -- | ------------ | -------- | ------------------ | ------------- | ------------- | ----------------- |
| 1. | Houffalize   | 1er mai  | Jared Graves       | Tomáš Slavík  | Michal Prokop | Jared Graves      |
| 2. | Maribor      | 15 mai   | Michal Maroši      | Jared Graves  | Joost Wichman | Jared Graves      |
| 3. | Fort William | 5 juin   | Jared Graves       | Joost Wichman | Michal Prokop | Jared Graves      |
| 4. | Leogang      | 19 juin  | Jared Graves       | Tomáš Slavík  | Michal Maroši | Jared Graves      |
| 5. | Val di Sole  | 1er août | Roger Rinderknecht | Tomáš Slavík  | Michal Prokop | Jared Graves      |
| 6. | Windham      | 29 août  | Jared Graves       | Michal Prokop | Tomáš Slavík  | Jared Graves      |

| Pos | Coureur            | Pays      | Équipe                          | Pts |
| --- | ------------------ | --------- | ------------------------------- | --- |
| 1   | Jared Graves       | Australie | Yeti Fox Shox Factory Race Team | 660 |
| 2   | Tomáš Slavík       | Tchéquie  | RSP 4 Cross Racing Team         | 475 |
| 3   | Joost Wichman      | Pays-Bas  | RSP 4 Cross Racing Team         | 385 |
| 4   | Michal Prokop      | Tchéquie  | Agang Racing                    | 333 |
| 5   | Michal Marosi      | Tchéquie  | RSP 4 Cross Racing Team         | 223 |
| 6   | Roger Rinderknecht | Suisse    |                                 | 205 |
| 7   | Kamil Tatarkovic   | Tchéquie  |                                 | 184 |
| 8   | Johannes Fischbach | Allemagne | Ghost A.T.G. Pro Team           | 111 |
| 9   | Romain Saladini    | France    | Team Sunn Montgenevre           | 100 |
| 10  | Quentin Derbier    | France    |                                 | 79  |

### Femmes
| #  | Lieu         | Date     | Vainqueur       | Deuxième          | Troisième         | Leader du général |
| -- | ------------ | -------- | --------------- | ----------------- | ----------------- | ----------------- |
| 1. | Houffalize   | 1er mai  | Jana Horáková   | Anita Molcik      | Emmeline Ragot    | Jana Horáková     |
| 2. | Maribor      | 15 mai   | Fionn Griffiths | Sarsha Huntington | Anneke Beerten    | Jana Horáková     |
| 3. | Fort William | 5 juin   | Jana Horáková   | Anita Molcik      | Romana Labounkova | Jana Horáková     |
| 4. | Leogang      | 19 juin  | Anneke Beerten  | Joanna Petterson  | Romana Labounkova | Jana Horáková     |
| 5. | Val di Sole  | 1er août | Anneke Beerten  | Anita Molcik      | Katy Curd         | Anneke Beerten    |
| 6. | Windham      | 29 août  | Anita Molcik    | Caroline Buchanan | Jana Horáková     | Anita Molcik      |

| Pos | Coureuse          | Pays           | Équipe            | Pts |
| --- | ----------------- | -------------- | ----------------- | --- |
| 1   | Anita Molcik      | Autriche       |                   | 385 |
| 2   | Anneke Beerten    | Pays-Bas       | Suspension Center | 370 |
| 3   | Jana Horáková     | Tchéquie       |                   | 270 |
| 4   | Fionn Griffiths   | Royaume-Uni    | Norco World Team  | 160 |
| 5   | Romana Labounkova | Tchéquie       |                   | 150 |
| 6   | Joanna Petterson  | Afrique du Sud |                   | 120 |
| 7   | Katy Curd         | Royaume-Uni    |                   | 120 |
| 8   | Caroline Buchanan | Australie      |                   | 115 |
| 9   | Sarsha Huntington | Australie      |                   | 110 |
| 10  | Emmeline Ragot    | France         | Suspension Center | 60  |